# موتول (شركة)
موتل هي شركة فرنسية تقوم بصنع وتطوير المشحمات لمحركات الدراجات النارية، السيارات والمركبات الأخرى. تأسست في 1853. يقع مقرها في أوبارفيلييه، فرنسا. تنتج زيوت المحركات، السوائل الهيدروليكية ومواد التبريد

## وصلات خارجية
- الموقع الرسمي